# Кам'янська міська рада (Дніпропетровська область)
Ка́м'янська міська́ ра́да — адміністративно-територіальна одиниця та орган місцевого самоврядування у Дніпропетровській області. Адміністративний центр — місто обласного значення Кам'янське.

## Загальні відомості
- Територія ради: 138 км²
- Населення ради: 246 912 осіб (станом на 1 серпня 2015 року)[1]

## Адміністративний устрій
Міській раді підпорядковані:
- м. Кам'янське
  - Південний район
    - селище Світле

  - Дніпровський район
  - Заводський район
  - Карнаухівський старостинський округ — селище Карнаухівка.

### Історія формування території підпорядкованій Кам 'янській міській раді
Створена у 1917 р.
У 1927 р. до складу Кам'янської міської ради було включено село Кам'янське, що отримало назву сільська частина міста Кам 'янського.
Постановою ВУЦВК та РНК УСРР від 3 лютого 1931 р. було створено Кам 'янський район УСРР до складу якого увійшли 14 сільських рад: Тритузнянська, Карнаухівська, Романківська, Аульська, Криничанська, Ганно — Зачатівська, Карнаухівсько — Хуторівська, Василівська, Миколаївська, Благовіщенська, Степанівська, Семенівська, Новоселівська та Червоно — Іванівська.
11 квітня 1931 р. територію новоутвореного району було передано Кам'янській міській раді.
Постановою президії Дніпропетровського обласного виконкому від 7 січня 1934 р. до складу території підпорядкованій Кам'янській міській раді було підпорядковано Биківську, Катеринопільську, Широчанську, Новомиколаївську сільські ради та Верхівцевську селищну раду.
У 1935 р. на території підпорядкованій Кам'янській міській раді знаходилось 16 сільських рад — Благовіщенська, Василівська, Ганно — Зачатівська, Карнаухівсько — Хуторівська, Криничанська, Новоселівська, Миколаївська, Дар'ївська, Мало — Олександрівська, Ново — Миколаївська, Семенівська, Степанівська, Червоно — Іванівська, Широківська, Аульська та 4 селищні ради — Верхівцевська, Карнаухівська, Романківська і Тритузнянська.
У 1939 р. більшість території підпорядкованій Дніпродзержинській міській раді було виокремлено у Криничанський район Дніпропетровської області. У підпорядкуванні Дніпродзержинської міської ради до 1946 р. перебували Благовіщенська, Миколаївська та Василівська сільська ради.
У 1959 р. до складу Дніпродзержинської міської ради з Криничанського району було включено Карнаухівську селищну раду, у 2007 р. в підпорядкування селищної ради з Дніпропетровського району було включено селище Світле.
Виконком міської ради і міську раду у різний час очолювали Бельмас Микола Семенович, Смирнов Семен Сергійович, Добрик Віктор Федорович, Дубров Леонід Васильович, Гаманюк Леонід Єфремович, Швець Василь Якович та інші.
Кам'янська міська рада на черговій сесії 24 грудня 2019 року утворила на території селища Карнаухівка старостинський округ і призначила на посаду в.о. старости — Тетяну Фріске, яка раніше здійснювала повноваження Карнаухівського селищного голови. На тій же сесії Кам'янської міської ради також було утворено відділ з питань інфраструктурного розвитку Карнаухівського старостинського округу.
За результатами місцевих виборів 2020 року міським головою Кам'янського було обрано Андрія Білоусова, а міська рада VIII скликання 12 грудня 2020 року на 1-ій сесії призначила старосту Карнаухівки — Тетяну Фріске.

## Склад ради
Дніпродзержинська міська рада складається із 42 депутатів та голови.
- Голова ради: Білоусов Андрій Леонідович
- Секретар ради: Залевський Олександр Юрійович

### Керівний склад попередніх скликань
| ПІБ                               | Основні відомості                                                                                               | Дата обрання | Дата звільнення |
| --------------------------------- | --- | ------------ | --------------- |
| Захорольський Олег Іванович       | Міський голова, 1963 року народження, безпартійний                                                              | 26.03.2006   | 09.07.2007      |
| Корчевський Ярослав Сільвестрович | Міський голова, 1953 року народження, член Партії національно-економічного розвитку України                     | 16.03.2008   | 31.10.2010      |
| Сафронов Станіслав Олександрович  | Міський голова, 1956 року народження, освіта вища, член Партії регіонів                                         | 31.10.2010   | 15.11.2015      |
| Білоусов Андрій Леонідович        | Міський голова, 1976 року народження, освіта вища, безпартійний, від партії Блок Петра Порошенка «Солідарність» | 15.11.2015   |                 |

Примітка: таблиця складена за даними сайту Верховної Ради України та ЦВК

### Депутати VII скликання
За результатами місцевих виборів 2015 року депутатами ради стали:

#### За суб'єктами висування
| Суб'єкт висування                                          | Кількість обраних депутатів | %     |
| ---------------------------------------------------------- | --------------------------- | ----- |
| Політична партія «Опозиційний блок»                        | 11                          | 26,19 |
| Політична партія «Українське Об'єднання патріотів — УКРОП» | 6                           | 14,29 |
| Партія Блок Петра Порошенка «Солідарність»                 | 5                           | 11,90 |
| Політична партія Громадський рух «Народний контроль»       | 4                           | 9,52  |
| Партія «Відродження»                                       | 4                           | 9,52  |
| Політична партія Всеукраїнське об'єднання «Батьківщина»    | 4                           | 9,52  |
| Політична партія «Наш край»                                | 3                           | 7,14  |
| Політична партія «Об'єднання „Самопоміч“»                  | 3                           | 7,14  |
| Політична партія Всеукраїнське об'єднання «Свобода»        | 2                           | 4,76  |

#### За округами
| № округу                                                   | Прізвище, ім'я, по батькові     | Дата нар.  | Освіта              | Партійна приналежність                                           | Відомості |
| ---------------------------------------------------------- | ------------------------------- | ---------- | ------------------- | ---------------------------------------------------------------- | --- |
| Політична Партія «Опозиційний блок»                        |                                 |            |                     |                                                                  | |
| пк                                                         | Павлюк Сергій Михайлович        | 17.06.1979 | вища                | член Політичної Партії «Опозиційний блок»                        | Дніпродзержинська міська рада, заступник міського голови                                                          |
| 41                                                         | Саусь Костянтин Вікторович      | 13.03.1980 | вища                | член Політичної Партії «Опозиційний блок»                        | Дочірнє підприємство «Центральний ринок м. Дніпродзержинська» Дніпропетровської облспоживспілки, директор         |
| 28                                                         | Круть Артур Валерійович         | 18.09.1987 | вища                | член Політичної Партії «Опозиційний блок»                        | Дніпродзержинська міська рада, помічник Міського голови                                                           |
| 42                                                         | Полинько Микола Олексійович     | 12.05.1953 | вища                | член Політичної Партії «Опозиційний блок»                        | Заводська районна у м.істі Дніпродзержинську рада, заступник голови                                               |
| 40                                                         | Дідур Віталій Вікторович        | 26.09.1965 | вища                | член Політичної Партії «Опозиційний блок»                        | Фізична особа — підприємець                                                                                       |
| 4                                                          | Гурська Марина Гарріївна        | 08.01.1967 | вища                | член Політичної Партії «Опозиційний блок»                        | Дніпродзержинська міська рада, начальник управління надання муніципальних послуг міської ради                     |
| 12                                                         | Капінус Валентина Іванівна      | 16.05.1957 | вища                | член Політичної Партії «Опозиційний блок»                        | пенсіонер |
| 29                                                         | Хитров Андрій Миколайович       | 18.08.1971 | вища                | член Політичної Партії «Опозиційний блок»                        | Комунальне виробниче підприємство Дніпродзержинської міської ради «Міськводоканал», генеральний директор          |
| 19                                                         | Селищев Володимир Миколайович   | 22.06.1961 | вища                | член Політичної Партії «Опозиційний блок»                        | Приватне акціонерне товариство «Металургпромжитлобуд», директор                                                   |
| 16                                                         | Метель Олександр Олександрович  | 11.12.1978 | вища                | член Політичної Партії «Опозиційний блок»                        | Автомийний комплекс, директор                                                                                     |
| 34                                                         | Бабенко Володимир Октябрійович  | 30.08.1960 | вища                | член Політичної Партії «Опозиційний блок»                        | Комунальний заклад "Спортивний комплекс «Прометей» Дніпродзержинської міської ради, директор                      |
| ПОЛІТИЧНА ПАРТІЯ «УКРАЇНСЬКЕ ОБ'ЄДНАННЯ ПАТРІОТІВ — УКРОП» |                                 |            |                     |                                                                  | |
| пк                                                         | Купрій Віталій Миколайович      | 20.08.1973 | вища                | член ПОЛІТИЧНОЇ ПАРТІЇ «УКРАЇНСЬКЕ ОБ'ЄДНАННЯ ПАТРІОТІВ — УКРОП» | Верховна Рада України, народний депутат України                                                                   |
| 31                                                         | Донець Олександр Євгенович      | 26.09.1981 | вища                | член ПОЛІТИЧНОЇ ПАРТІЇ «УКРАЇНСЬКЕ ОБ'ЄДНАННЯ ПАТРІОТІВ — УКРОП» | ПАТ «ДМКД», заступник начальника юридичного відділу                                                               |
| 8                                                          | Ворожко Сергій Сергійович       | 22.06.1985 | вища                | член ПОЛІТИЧНОЇ ПАРТІЇ «УКРАЇНСЬКЕ ОБ'ЄДНАННЯ ПАТРІОТІВ — УКРОП» | ПАТ «ДМКД», електромонтер                                                                                         |
| 25                                                         | Приступа Максим Юрійович        | 27.11.1983 | вища                | член ПОЛІТИЧНОЇ ПАРТІЇ «УКРАЇНСЬКЕ ОБ'ЄДНАННЯ ПАТРІОТІВ — УКРОП» | Дніпродзержинська міська державна лікарня ветеринарної медицини, лікар ветеринарної медицини в лабораторії ВСЕ№ 1 |
| 37                                                         | Самойленко Григорій Миколайович | 16.07.1981 | вища                | член ПОЛІТИЧНОЇ ПАРТІЇ «УКРАЇНСЬКЕ ОБ'ЄДНАННЯ ПАТРІОТІВ — УКРОП» | тимчасово не працює                                                                                               |
| 14                                                         | Левченко Тимур Владиславович    | 30.03.1986 | вища                | член ПОЛІТИЧНОЇ ПАРТІЇ «УКРАЇНСЬКЕ ОБ'ЄДНАННЯ ПАТРІОТІВ — УКРОП» | ПАТ «ДніпроАЗОТ», начальник цеху з переробки аміаку                                                               |
| ПАРТІЯ "БЛОК ПЕТРА ПОРОШЕНКА «СОЛІДАРНІСТЬ»                |                                 |            |                     |                                                                  | |
| пк                                                         | Шкуренко Наталія Юріївна        | 04.01.1962 | вища                | член ПАРТІЇ "БЛОК ПЕТРА ПОРОШЕНКА «СОЛІДАРНІСТЬ»                 | ТОВ «Континенталь», фізична особа-підприємець, директор                                                           |
| 15                                                         | Плохоцький Сергій Володимирович | 07.08.1973 | вища                | член ПАРТІЇ "БЛОК ПЕТРА ПОРОШЕНКА «СОЛІДАРНІСТЬ»                 | Фізична особа-підприємець                                                                                         |
| 9                                                          | Литвиненко Юрій Іванович        | 15.10.1954 | вища                | член ПАРТІЇ "БЛОК ПЕТРА ПОРОШЕНКА «СОЛІДАРНІСТЬ»                 | Дніпродзержинське КАТП 042802, директор                                                                           |
| 1                                                          | Китаєв Євген Анатолійович       | 23.02.1963 | вища                | член ПАРТІЇ "БЛОК ПЕТРА ПОРОШЕНКА «СОЛІДАРНІСТЬ»                 | Дніпродзержинська міська рада, заступник міського голови                                                          |
| 13                                                         | Підгурський Михайло Іванович    | 03.04.1958 | вища                | член ПАРТІЇ "БЛОК ПЕТРА ПОРОШЕНКА «СОЛІДАРНІСТЬ»                 | тимчасово не працює                                                                                               |
| Партія «Відродження»                                       |                                 |            |                     |                                                                  | |
| пк                                                         | Боговик Сергій Леонідович       | 05.11.1968 | вища                | член Партії «Відродження»                                        | Торговельний комплекс «Центральний універмаг», генеральний директор                                               |
| 1                                                          | Дементьєв Дмитро Віталійович    | 03.03.1974 | вища                | член Партії «Відродження»                                        | Приватне підприємство «Аргопром-2000», директор                                                                   |
| 11                                                         | Сідоров Сергій Леонідович       | 12.02.1963 | вища                | член Партії «Відродження»                                        | ПАТ «ДНІПРОАЗОТ», голова Правління                                                                                |
| 10                                                         | Пустовойт Андрій Михайлович     | 21.11.1961 | вища                | член Партії «Відродження»                                        | ПАТ «ДНІПРОАЗОТ», заступник Голови Правління — комерційний директор                                               |
| політична партія Всеукраїнське об'єднання «Батьківщина»    |                                 |            |                     |                                                                  | |
| пк                                                         | Плахотнік Олександр Олегович    | 18.02.1975 | вища                | член політичної партії Всеукраїнське об'єднання «Батьківщина»    | Дніпродзержинська міська рада, секретар                                                                           |
| 9                                                          | Чернявський Віталій Григорович  | 27.09.1969 | вища                | член політичної партії Всеукраїнське об'єднання «Батьківщина»    | фізична особа -підприємець, фізична-особа підприємець                                                             |
| 22                                                         | Миршавка Сергій Іванович        | 22.12.1974 | вища                | член політичної партії Всеукраїнське об'єднання «Батьківщина»    | відкритеакціонернетовариство «Україна 2000», заступник директора                                                  |
| 20                                                         | Пучкін Дмитро Михайлович        | 14.10.1981 | вища                | член політичної партії Всеукраїнське об'єднання «Батьківщина»    | фізична особа -підприємець                                                                                        |
| ПОЛІТИЧНА ПАРТІЯ "ГРОМАДСЬКИЙ РУХ «НАРОДНИЙ КОНТРОЛЬ»      |                                 |            |                     |                                                                  | |
| пк                                                         | Беспальчук Максим Григорович    | 06.09.1979 | професійно-технічна | член ПОЛІТИЧНОЇ ПАРТІЇ "ГРОМАДСЬКИЙ РУХ «НАРОДНИЙ КОНТРОЛЬ»      | Громадська організація "Автомайдан Дніпродзержинська, голова                                                      |
| 28                                                         | Торішня Анна Анатоліївна        | 01.05.1982 | вища                | член ПОЛІТИЧНОЇ ПАРТІЇ "ГРОМАДСЬКИЙ РУХ «НАРОДНИЙ КОНТРОЛЬ»      | ПАТ «ДМКД», провідний юрисконсульт відділу супроводження проектів управління соціальної політики                  |
| 32                                                         | Нестеренко Андрій Геннадійович  | 14.11.1974 | вища                | член ПОЛІТИЧНОЇ ПАРТІЇ "ГРОМАДСЬКИЙ РУХ «НАРОДНИЙ КОНТРОЛЬ»      | Фізична особа підприємець                                                                                         |
| 36                                                         | Іванченко Андрій Григорович     | 08.04.1973 | вища                | член ПОЛІТИЧНОЇ ПАРТІЇ "ГРОМАДСЬКИЙ РУХ «НАРОДНИЙ КОНТРОЛЬ»      | Товариство з обмеженою відповідальністю «МСС Україна», менеджер                                                   |
| Політична партія «Наш край»                                |                                 |            |                     |                                                                  | |
| пк                                                         | Лісничий Ігор Станіславович     | 29.08.1969 | вища                | безпартійний                                                     | ТОВ «Плазма-2005», заступник директора з правових питань                                                          |
| 35                                                         | Коваленко Сергій Миколайович    | 28.03.1987 | загальна середня    | безпартійний                                                     | Фізична особа-підприємець Коваленко С. М.                                                                         |
| 34                                                         | Сахно Марина Миколаївна         | 25.11.1984 | загальна середня    | безпартійна                                                      | Фізична особа-підприємець Сахно Марина Миколаївна                                                                 |
| Політична партія "Об'єднання «САМОПОМІЧ»                   |                                 |            |                     |                                                                  | |
| пк                                                         | Олянюк Олександр Сафронович     | 18.07.1970 | вища                | член Політичної партії "Об'єднання «САМОПОМІЧ»                   | Фізична особа — приватний підприємець                                                                             |
| 36                                                         | Нагорний Олег Анатолійович      | 26.10.1976 | вища                | безпартійний                                                     | ПАТ ДМКД, начальник бюро                                                                                          |
| 18                                                         | Полівода Юлія Петрівна          | 24.05.1985 | вища                | безпартійна                                                      | ПАТ ДМКД, інженер                                                                                                 |
| політична партія Всеукраїнське об'єднання «Свобода»        |                                 |            |                     |                                                                  | |
| пк                                                         | Залевський Олександр Юрійович   | 12.07.1974 | вища                | член політичної партії Всеукраїнське об'єднання «Свобода»        | ПАТ «ДМКД», начальник зміни ТЕЦ                                                                                   |
| 14                                                         | Максимович Ігор Володимирович   | 16.03.1961 | професійно-технічна | член політичної партії Всеукраїнське об'єднання «Свобода»        | Не працює |

### Депутати VI скликання
За результатами місцевих виборів 2010 року:
- Кількість мандатів: 76
- Кількість мандатів, отриманих за результатами виборів: 75
- Кількість мандатів, що залишаються вакантними: 1

#### За суб'єктами висування
| Суб'єкт висування                                       | Кількість обраних депутатів | %   |
| ------------------------------------------------------- | --------------------------- | --- |
| Партія регіонів                                         | 48                          | 64  |
| Політична партія Всеукраїнське об'єднання «Батьківщина» | 6                           | 8   |
| Політична партія «Фронт Змін»                           | 5                           | 6,7 |
| Політична партія «Наша Україна»                         | 4                           | 5,3 |
| Політична партія «Сильна Україна»                       | 4                           | 5,3 |
| Комуністична партія України                             | 3                           | 4   |
| Народна Партія                                          | 2                           | 2,7 |
| Політична партія «За Україну!»                          | 2                           | 2,7 |
| Партія Християнсько-Демократичний Союз                  | 1                           | 1,3 |

#### За округами
| № округу                                                | Прізвище, ім'я, по батькові            | Дата визнання обраним | Освіта             | Партійна приналежність                        | Відомості про обраного депутата |
| ------------------------------------------------------- | -------------------------------------- | --------------------- | ------------------ | --------------------------------------------- | --- |
| Комуністична партія України                             |                                        |                       |                    |                                               | |
| б/м                                                     | Скірко Володимир Олександрович         | 05.11.2010            | вища               | член Комуністичної партії України             | пенсіонер |
| б/м                                                     | Ткаченко Сергій Іванович               | 05.11.2010            | вища               | член Комуністичної партії України             | Комуністична партія України, секретар |
| б/м                                                     | Зенькович Олександр Олександрович      | 05.11.2010            | вища               | член Комуністичної партії України             | тимчасово не працює |
| Народна Партія                                          |                                        |                       |                    |                                               | |
| б/м                                                     | Демошенко Сергій Валентинович          | 05.11.2010            | вища               | член Народної партії                          | Верховна Рада України, комітет з питань національної безпеки і оборони, консультант |
| б/м                                                     | Волосов Сергій Олександрович           | 05.11.2010            | вища               | член Народної партії                          | тимчасово не працює |
| Партія регіонів                                         |                                        |                       |                    |                                               | |
| б/м                                                     | Коробочка Олександр Миколайович        | 05.11.2010            | вища               | член Партії регіонів                          | Дніпродзержинський державний технічний університет, ректор |
| б/м                                                     | Ігнатова Валентина Пантелеймонівна     | 05.11.2010            | вища               | член Партії регіонів                          | відділення виконавчої дирекції фонду соціального страхування від нещасних випадків на виробництві та профзахворювань, начальник відділення                                                                        |
| б/м                                                     | Колісніченко Світлана Сергіївна        | 05.11.2010            | вища               | член Партії регіонів                          | приватний підприємець |
| б/м                                                     | Переверзєв Костянтин Анатолійович      | 05.11.2010            | вища               | член Партії регіонів                          | ТОВ «Кліпта-Україна», генеральний директор |
| б/м                                                     | Левченко Володимир Миколайович         | 05.11.2010            | вища               | член Партії регіонів                          | Державне підприємство Науково-дослідна виробничо-технічна агенція «Стратегія регіонального розвитку» Міністерства регіонального розвитку і будівництва, заступник директора                                       |
| б/м                                                     | Рукавішнікова Олена Валеріївна         | 05.11.2010            | вища               | член Партії регіонів                          | обласне комунальне підприємство «Дніпродзержинське бюро технічної інвентаризації», начальник управління реєстрації прав власності                                                                                 |
| б/м                                                     | Боговик Сергій Леонідович              | 05.11.2010            | вища               | член Партії регіонів                          | торговельний комплекс «Центральний універмаг», генеральний директор |
| б/м                                                     | Квак Сергій Вікторович                 | 05.11.2010            | вища               | член Партії регіонів                          | ТОВ «Юнік», директор |
| б/м                                                     | Лавренов Вадим Миколайович             | 05.11.2010            | вища               | член Партії регіонів                          | ТОВ «Інтерспецмаркет», комерційний директор |
| б/м                                                     | Патер-Разумовський Валерій Казимирович | 05.11.2010            | вища               | член Партії регіонів                          | Громадська міська організація «Спортивно-технічний клуб МСК», президент |
| б/м                                                     | Желєзняк Сергій Володимирович          | 05.11.2010            | вища               | член Партії регіонів                          | комунальний заклад «Дніпропетровська обласна школа вищої спортивної майстерності», директор |
| б/м                                                     | Діденко Сергій Олександрович           | 05.11.2010            | середня спеціальна | член Партії регіонів                          | приватний підприємець |
| б/м                                                     | Пивоваренко Костянтин Валентинович     | 15.02.2012            | вища               | член Партії регіонів                          | ТОВ «Даланг», директор |
| б/м                                                     | Проша Микола Андрійович                | 15.04.2015            | вища               | член Партії регіонів                          | Приватне підприємство «Україна Санрайз», генеральний директор |
| 1                                                       | Дементьєв Дмитро Віталійович           | 05.11.2010            | вища               | член Партії регіонів                          | приватне підприємство «Агропром 2000», директор |
| 2                                                       | Бенько Світлана Георгіївна             | 05.11.2010            | вища               | член Партії регіонів                          | міська лікарня № 4, головний лікар |
| 3                                                       | Федоренко Радислав Володимирович       | 05.11.2010            | вища               | член Партії регіонів                          | концерн «Інтерпайп», начальник відділу збуту |
| 4                                                       | Гурська Марина Гарріївна               | 05.11.2010            | вища               | член Партії регіонів                          | Дніпродзержинська міська рада, секретар |
| 5                                                       | Комаров Володимир Павлович             | 05.11.2010            | вища               | член Партії регіонів                          | Дочірнє підприємство «Смоли», директор |
| 6                                                       | Галагуза Олександр Володимирович       | 05.11.2010            | вища               | член Партії регіонів                          | середня загальноосвітня школа № 36, директор |
| 7                                                       | Богданович Валерій Миколайович         | 05.11.2010            | вища               | член Партії регіонів                          | Дніпродзержинський центр підготовки та перепідготовки робочих кадрів будівництва і автотранспорту, директор |
| 8                                                       | Васильченко Сергій Леонідович          | 05.11.2010            | вища               | член Партії регіонів                          | міська лікарня швидкої медичної допомоги, головний лікар |
| 9                                                       | Кришень Іван Григорович                | 05.11.2010            | вища               | член Партії регіонів                          | ВАТ «Баглійкокс», генеральний директор |
| 10                                                      | Карамшук Ігор Володимирович            | 05.11.2010            | середня            | член Партії регіонів                          | ТОВ, директор |
| 11                                                      | Підгурський Михайло Іванович           | 05.11.2010            | вища               | член Партії регіонів                          | тимчасово не працює |
| 12                                                      | Литвиненко Юрій Іванович               | 05.11.2010            | вища               | член Партії регіонів                          | комунальне автотранспортне підприємство № 042802, директор |
| 13                                                      | Сокуренко Жаннета Вікторівна           | 05.11.2010            | вища               | член Партії регіонів                          | управління комунального господарства Дніпродзержинської міської ради, начальник управління |
| 15                                                      | Маляр Анатолій Володимирович           | 05.11.2010            | вища               | член Партії регіонів                          | приватний підприємець |
| 16                                                      | Туробойський Дмитро Ігоревич           | 05.11.2010            | вища               | член Партії регіонів                          | ВАТ «Спектр», виконавчий директор |
| 17                                                      | Фортуна Василій Іванович               | 05.11.2010            | вища               | член Партії регіонів                          | комунальне підприємство «Дніпродзержинськтепломережа», генеральний директор |
| 18                                                      | Селищев Володимир Миколайович          | 05.11.2010            | вища               | член Партії регіонів                          | ВАТ «Металургпромжилбуд», голова правління |
| 20                                                      | Чічкань Максим Олександрович           | 05.11.2010            | вища               | член Партії регіонів                          | повне товариство «Наше діло», директор |
| 21                                                      | Филимонов Тарас Феліксович             | 05.11.2010            | вища               | член Партії регіонів                          | ТОВ, директор |
| 23                                                      | Швець Василь Якович                    | 05.11.2010            | вища               | член Партії регіонів                          | Дніпродзержинський інститут економіки та менеджменту ім. С.Налівайко, директор |
| 24                                                      | Загордня Людмила Іванівна              | 05.11.2010            | вища               | член Партії регіонів                          | загальноосвітня середня школа № 44, директор |
| 25                                                      | Шевченко Тарас Григорович              | 05.11.2010            | вища               | член Партії регіонів                          | ПП АК «Демос» автотранспортний цех", начальник |
| 26                                                      | Хитров Андрій Миколайович              | 05.11.2010            | вища               | член Партії регіонів                          | приватний підприємець |
| 27                                                      | Задоя Сергій Борисович                 | 05.11.2010            | вища               | член Партії регіонів                          | міська поліклініка № 3 м. Дніпродзержинська, головний лікар |
| 28                                                      | Гладнєв Володимир Васильович           | 05.11.2010            | вища               | член Партії регіонів                          | комунальне підприємство «Дніпродзержинське житлове об'єднання», директор |
| 29                                                      | Романко Тетяна Василівна               | 05.11.2010            | вища               | член Партії регіонів                          | середня загальноосвітня школа № 5, директор |
| 30                                                      | Івко Володимир Вікторович              | 05.11.2010            | вища               | член Партії регіонів                          | ВАТ «Дніпровський металургійний комбінат ім. Дзержинського», заступник генерального директора по виробництву та поставкам продукції                                                                               |
| 31                                                      | Краюшкіна Ірина Анатоліївна            | 05.11.2010            | вища               | член Партії регіонів                          | дитяча лікарня м. Дніпродзержинська, головний лікар |
| 32                                                      | Вращук Микола Григорович               | 05.11.2010            | вища               | член Партії регіонів                          | приватне підприємство, директор |
| 33                                                      | Коліуш Валерій Миколайович             | 05.11.2010            | вища               | член Партії регіонів                          | Дніпродзержинська міська рада, 1-й заступник міського голови |
| 34                                                      | Куропятникова Галина Володимирівна     | 05.11.2010            | вища               | член Партії регіонів                          | комунальне підприємство «Міська інформаційна служба», директор |
| 35                                                      | Савенко Анатолій Степанович            | 05.11.2010            | вища               | член Партії регіонів                          | ТОВ «Спайс», директор |
| 36                                                      | Дяченко Володимир Григорович           | 05.11.2010            | вища               | член Партії регіонів                          | 7-ма міська лікарня, головний лікар |
| 38                                                      | Полинько Микола Олексійович            | 05.11.2010            | вища               | член Партії регіонів                          | Заводська районна рада, заступник голови |
| Партія Християнсько-Демократичний Союз                  |                                        |                       |                    |                                               | |
| 22                                                      | Черненко Олександр Валентинович        | 05.11.2010            | вища               | член Партії Християнсько-Демократичний Союз   | Дніпропетровська ОДА, заступник начальника головного управління промисловості |
| Політична партія Всеукраїнське об'єднання «Батьківщина» |                                        |                       |                    |                                               | |
| б/м                                                     | Туробойський Ігор Тадеушевич           | 05.11.2010            | вища               | член Всеукраїнського об'єднання «Батьківщина» | публічне акціонерне товариство комерційний банк «ПРИВАТБАНК», радник голови правління, директор центру обслуговування індивідуальних VIP-клієнтів; голова Дніпродзержинськоі міської організації ВО «Батьківщина» |
| б/м                                                     | Єфремова Ніна Федорівна                | 05.11.2010            | вища               | член Всеукраїнського об'єднання «Батьківщина» | Дніпродзержинський державний технічний університет, завідувач кафедри «Фінанси» |
| б/м                                                     | Чічкань Олександр Іванович             | 05.11.2010            | вища               | член Всеукраїнського об'єднання «Батьківщина» | повне товариство «Наше діло», директор |
| б/м                                                     | Лукашов Олександр Олександрович        | 05.11.2010            | вища               | член Всеукраїнського об'єднання «Батьківщина» | приватний підприємець |
| б/м                                                     | Губа Олександр Миколайович             | 05.11.2010            | вища               | член Всеукраїнського об'єднання «Батьківщина» | акціонерна компанія «Демос», заступник генерального директора |
| 14                                                      | Федоренко Валерій Володимирович        | 05.11.2010            | вища               | член Всеукраїнського об'єднання «Батьківщина» | приватний підприємець |
| Політична партія «За Україну!»                          |                                        |                       |                    |                                               | |
| б/м                                                     | Литвиненко Сергій Іванович             | 05.11.2010            | вища               | позапартійний                                 | ТОВ "Аульська хлоропеливна станція ", заступник директора |
| б/м                                                     | Пархомчук Валерій Аркадійович          | 25.11.2014            | вища               | позапартійний                                 | ПП «Пархомчук Валерій Аркадійович», приватний підприємець |
| Політична партія «Наша Україна»                         |                                        |                       |                    |                                               | |
| б/м                                                     | Лісничий Ігор Станіславович            | 05.11.2010            | вища               | член Політичної партії «Наша Україна»         | ТОВ «УКРДОМНАСЕРВИС», заступник директора з правових питань |
| б/м                                                     | Лисяк Юрій Анатолійович                | 05.11.2010            | вища               | член Політичної партії «Наша Україна»         | КВП ДМР «Міськводоканал», голова ліквідаційної комісії |
| б/м                                                     | Пільгуй Ігор Іванович                  | 05.11.2010            | вища               | член Політичної партії «Наша Україна»         | ООО"Іган", директор |
| б/м                                                     | Кільчанов Денис Леонідович             | 05.11.2010            | вища               | член Політичної партії «Наша Україна»         | КВП ДМР «Міськводоканал», заступник генерального директора |
| Політична партія «Сильна Україна»                       |                                        |                       |                    |                                               | |
| б/м                                                     | Полякова Людмила Григорівна            | 05.11.2010            | вища               | член Політичної партії «Сильна Україна»       | приватний підприємець |
| б/м                                                     | Плахотник Олександр Олегович           | 05.11.2010            | вища               | член Політичної партії «Сильна Україна»       | Дніпропетровське відділення державного підприємства «Державний єдиний Центр з питань відновлення платоспроможності та банкрутства», заступник начальника                                                          |
| б/м                                                     | Патинка Андрій Андрійович              | 05.11.2010            | вища               | член Політичної партії «Сильна Україна»       | приватне підприємство «Мінерал-Агро», директор |
| 19                                                      | Пучкін Дмитро Михайлович               | 05.11.2010            | вища               | член Політичної партії «Сильна Україна»       | Дніпропетровський обласний центр зайнятості, відділ надання соціальних послуг, начальник |
| Політична партія «Фронт Змін»                           |                                        |                       |                    |                                               | |
| б/м                                                     | Колесник Юрій Павлович                 | 05.11.2010            | вища               | член Політичної партії «Фронт Змін»           | ТОВ ЗТФ «МіКомп», виконавчий директор |
| б/м                                                     | Морохов Гліб Олегович                  | 05.11.2010            | вища               | член Політичної партії «Фронт Змін»           | ТОВ «Інтершкола», заступник директора з питань розвитку та супроводу проектів |
| б/м                                                     | Шкуренко Наталія Юріївна               | 05.11.2010            | вища               | член Політичної партії «Фронт Змін»           | ТОВ «Континенталь», ФОП «Шкуренко Наталія Юріївна», директор |
| б/м                                                     | Луцишин Геннадій Олексійович           | 05.11.2010            | вища               | член Політичної партії «Фронт Змін»           | ТОВ ЗТФ «МіКомп», заступник директора |
| б/м                                                     | Китаєв Євген Анатолійович              | 05.11.2010            | вища               | член Політичної партії «Фронт Змін»           | ТОВ «Інтерагросс», директор із загальних питань |